# Дельта Дону

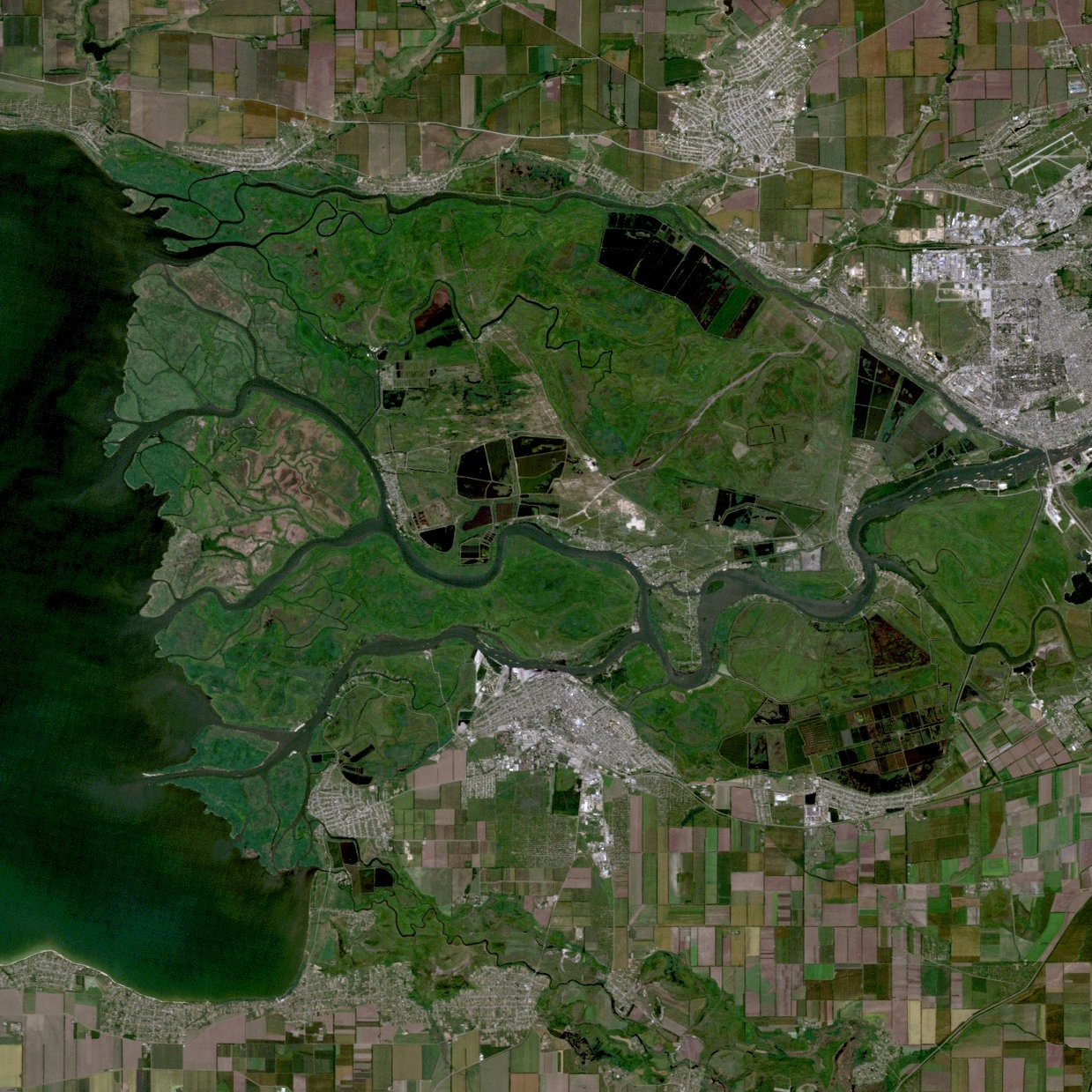
Супутниковий знімок дельти

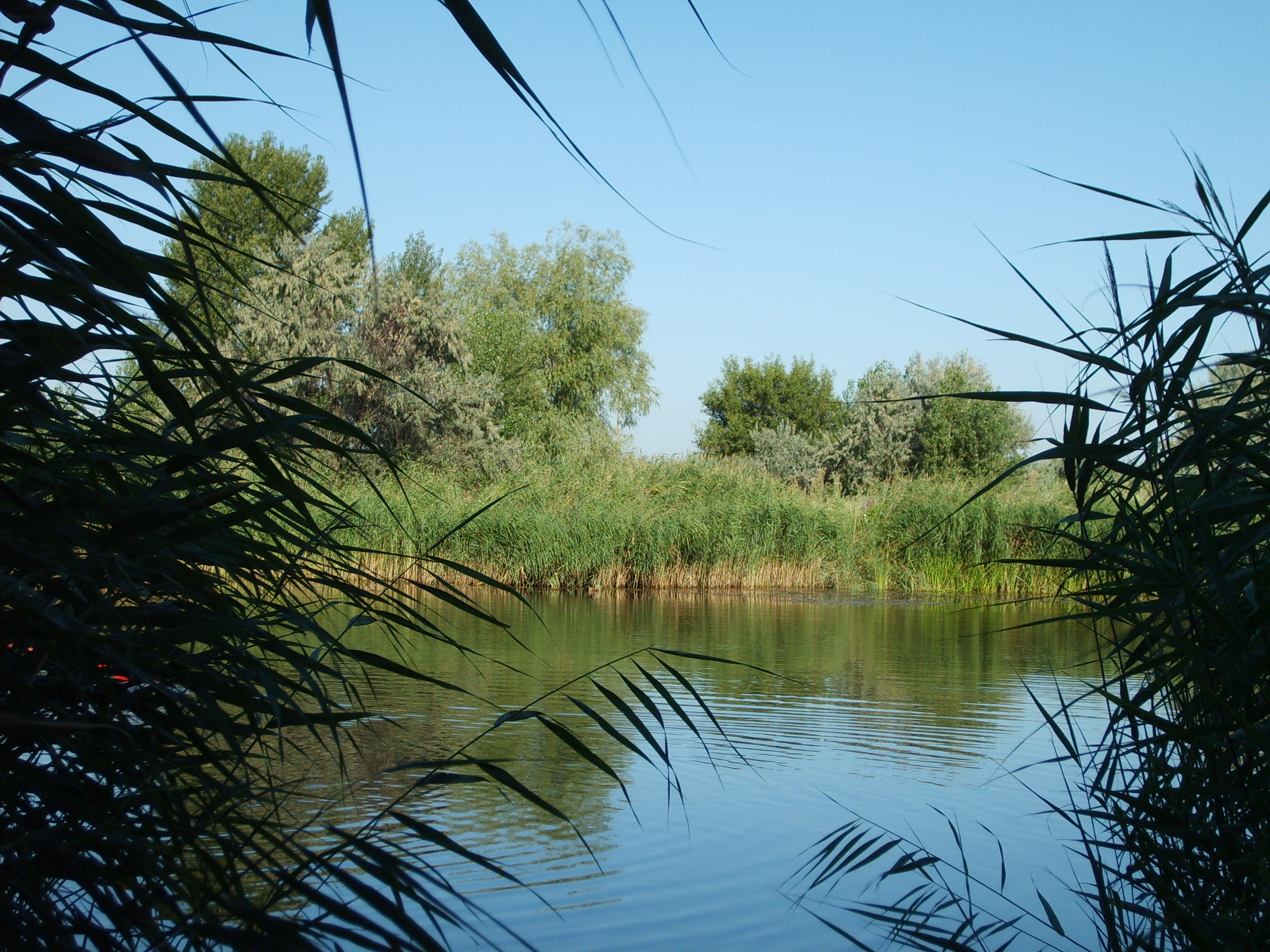
Єрик Лагутник

Дельта Дону (в античності — Меотійські болота) — друга за величиною дельта біля берегів Азовського моря. Розташована в гирлі річки Дон, в межах Ростовської області РФ. Площа дельти Дону становить майже 538 км² (12,5 % розміру дельти Кубані, незважаючи на те, що своєю водністю Дон в 1,5—2 рази перевищує Кубань). Донська дельта межує з Таганрозькою затокою Азовського моря, в його північно-східній частині, до басейну якого належать води Дону.

## Характеристика
Сучасна дельта Дона площею 538 км² починається нижче міста Ростов-на-Дону від станиці Нижньо-Гниловської, де від річки вправо відгалужується несудноплавний рукав Мертвий Донець. Далі Дон розгалужується на рукави: Велика Каланча, Старий Дон, Велика Кутерьма (Кутерма), Переволока, Мокра Каланча і безліч проток, гирл, єриків і каналів, у тому числі зрошувальних (наприклад, Азовський магістральний канал). Таким чином, сучасна дельта Дону являє собою плоску алювіальну рівнину з нечисленними (3) озерами, обвалованими нерестилищами, луками, широкими плавнями, зарослими очеретом, рогозою, чаконом.
Рослинність — лугова, уздовж водотоків — деревна. Водотоки дельти мають прируслові вали. На морському краю дельти між гирлами утворилися чисельні острови, пригирлові коси і бари. Між косами та островами розташовані мілководні затоки глибиною близько 0,5 м, звані кутами (Бабинський, Зеленков та ін). Протяжність морського краю дельти становить 32 км. Клімат помірно-континентальний, схильний до впливу атлантичних циклонів і антициклонів над європейською частиною Росії. Дельта Дону має досить багату флору і фауну. Живить дельту річка Дон, має сніго-дощове живлення і стікає з Руської рівнини. Це перша за значимістю річка, що впадає в Азовське море. Довжина досягає 1870 км, а водозбірна площа дорівнює 422 000 км². Щорічно з водозбору Дону в Таганрозьку затоку надходить близько 20 км³ прісної води. Стік в морі знизився після створення в 1951 році Цимлянського водосховища. Збільшення водного стоку, від вершини гирлової області Дона у станиці Роздорській до морського краю дельти прийнято вважати близько 0.

## Примітні факти
Протягом приблизно 4,5 тисяч років наносна діяльність Дону (в середньому на рік (до 1951 р.) 4,7 млн тонн річкових наносів — мул, глина, пісок) призводила до поступового збільшення дельти, яка висувалася в море з середньою швидкістю близько 8 м на рік. При цьому швидкість висування окремих рукавів досягала 10-75 метрів на рік. Після створення Цимлянського водосховища швидкість висування морського краю дельти в море істотно зменшилась, в даний час процеси акумуляції і розмиву на морському краю дельти стабілізувалися. Але потоки наносів, що утворюються в морі, призводять до постійного відкладення наносів в прорізі судноплавного каналу. У 1950-ті роки швидкість осадонакопичення на окремих ділянках перевищувала 1 м на рік.
У 1928 році прорито новий судноплавний канал річка-море, що проходить по рукаву Старий Дон і протоці Піщаний; до цього судноплавний шлях проходив по Великій Каланчі і Переволоці. Для збереження Азово-Донського шляху в Таганрозькій затоці і в самій дельті постійно проводяться роботи з вичерпування дна.

## Антична історія
В античний текстах регіон відомий як «меотійські болота» (Palus Maeotis). Поблизу розташовано стародавнє місто Танаїс.

## Флора і фауна
Дельта вкрита тугайною рослинністю, заломами очерету. Має м'який приморський клімат. Сніговий покрив нестійкий, сходить у лютому. У дельті водяться фазани. До початку ХХІ століття дельту заселив шакал.